# Barclays Arena (Hamburg)
Barclays Arena – hala widowiskowo-sportowa w Hamburgu, znajdująca się w zachodniej części Bahrenfeld.
Wykorzystywana jest do rozgrywek piłki ręcznej oraz hokeja, a także koncertów. Do tej pory występowały tu takie gwiazdy muzyki popularnej jak: Jennifer Lopez, Gwen Stefani, Tina Turner, Nena, Westlife, Shania Twain, Kylie Minogue, Shakira, Mariah Carey, Anastacia, Céline Dion, Christina Aguilera, Britney Spears, Tokio Hotel, Coldplay, KISS, Iron Maiden, Metallica, Green Day, R.E.M., The Cure, Lady Gaga, Depeche Mode, Scooter, Nickelback czy Radiohead, Ariana Grande. Hala nosiła wsześniej  nazwy Color Line Arena i O2 World Hamburg.

## Użytkownicy hali
- HSV Hamburg – piłka ręczna
- Hamburg Freezers – hokej na lodzie